# Cantonul Caussade
Cantonul Caussade este un canton din arondismentul Montauban, departamentul Tarn-et-Garonne, regiunea Midi-Pyrénées, Franța.

## Comune
- Caussade (reședință)
- Cayrac
- Cayriech
- Lavaurette
- Mirabel
- Monteils
- Réalville
- Saint-Cirq
- Saint-Georges
- Saint-Vincent
- Septfonds